# Tigrisoma fasciatum
El hocó oscuro (Tigrisoma fasciatum) es una especie de ave pelecaniforme  de la familia Ardeidae de la región Neotropical. Su hábitat natural son los ríos y humedales de buena parte de Argentina, Bolivia, Brasil, Colombia, Costa Rica, Ecuador, México, Nicaragua, Panamá, Perú y Venezuela.

## Subespecies
Tiene descritas tres subespecies:
- Tigrisoma fasciatum fasciatum Such, 1825 - SE Brasil a NE Argentina
- Tigrisoma fasciatum pallescens Olrog, 1950 - NW Argentina
- Tigrisoma fasciatum salmoni Sclater, PL & Salvin, 1875 - Costa Rica a Venezuela y N Bolivia